# 시디즈
시디즈(Sidiz Inc)는 대한민국의 기업이다. 본사는 경기도 평택시 세교산단로 67-20에 위치해 있으며 대표이사는 강성문이다.

## 참고문헌
1. ↑  시디즈, 시카고 풀턴 마켓에서 인기 의자 팝업 쇼룸 성료, 뉴스와이어, 2023-06-22
2. ↑  시디즈, 국민 초등학생 의자 ‘링고X산리오캐릭터즈 에디션’ 출시, 대한국경제제, 2023-12-26
3. ↑  ‘국민의자’ 시디즈의 승부수...합정에 ‘더 프로그레시브’ 열고 허먼밀러에 맞불, 조선비즈, 2024.01.17